# Historia de la Línea del Alentejo
La Línea de Alentejo es una conexión ferroviaria entre las localidades de Barreiro y Funcheira, en Portugal. Es la sucesora del Ferrocarril del Sur, cuyo primer tramo, entre Barreiro y Bombel, entró en servicio el 15 de junio de 1857, siendo concluido con la inauguración de la línea hasta Faro, el 1 de julio de 1889. En 1902, este tramo, con las entonces planeadas extensiones hasta Vila Real de Santo António y Cacilhas, ya era conocido como Línea del Sur. En 1992, el Decreto de ley 140 creó la designación oficial de Línea de Alentejo, comprendiendo el tramo entre Barreiro y Funcheira, pasando por Pinhal Novo y por Vendas Novas.

## Antecedentes
Antes de la introducción de los ferrocarriles en esta región, el medio de transporte utilizado era por tierra y fluvial; el cruce del Río Tajo era efectuado por barcos entre Lisboa, Cacilhas y Aldea Galega, y después se continuaba el viaje por carretera. No obstante, las malas condiciones en que las vías viarias se encontraban causaban varias dificultades a los viajeros, especialmente las malas mercancías, que utilizaban pesados vehículos de tracción animal. Otra motivación para la construcción de una conexión ferroviaria entre Alentejo y Lisboa fue la necesidad de establecer rutas comerciales, para abastecer a la capital y combatir el aislamiento de las áreas productivas; en el caso de la Línea de Alentejo, este ciclo de transportes fue denominado “Ruta del Trigo”.

## sigloXIX

### Tramo entre Barreiro y Bombel

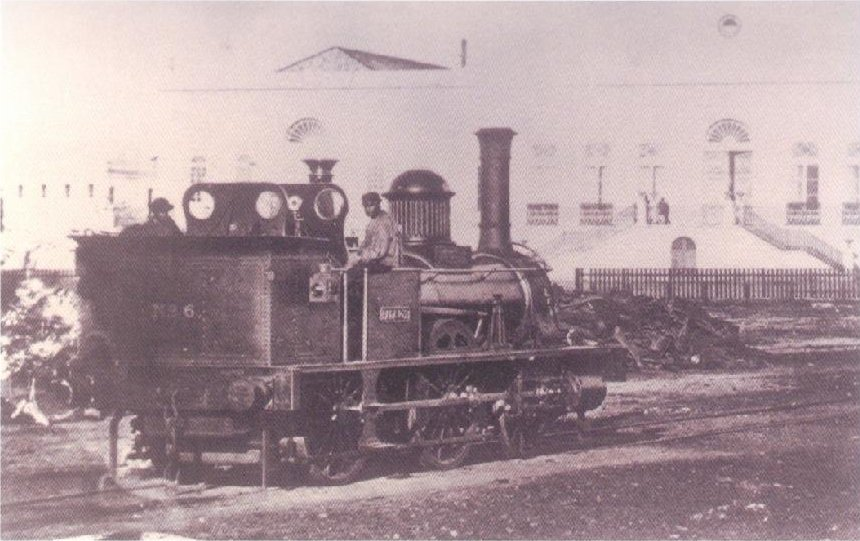
Locomotora Badajoz de los Ferrocarriles del Estado, maniobrando en Barreiro; al fondo, la primera Estación de Barreiro, que funcionó desde 1861 a 1884.

Así, para combatir este problema, el gobierno comenzó a planear una conexión ferroviaria entre los embarcaderos en el margen Sur del Río Tajo, y el Alentejo. El primer documento oficial sobre un ferrocarril al Sur del Río Tajo fue una consulta del Consejo de Obras Públicas, publicada el 19 de abril de 1854, sobre una propuesta del Marqués de Ficalho y José María Eugénio de Almeida, como representantes de una compañía, para instalar un ferrocarril entre las localidades de Aldea Galega (actual Montijo) y Vendas Novas. En Aldea Galega sería creado un servicio de transporte fluvial, para la conexión a Lisboa.
El contrato para la construcción y explotación fue firmado entre el gobierno y la recién creada Compañía Nacional de los Ferrocarriles al Sur del Tajo el 24 de julio, siendo modificado el punto inicial a Barreiro, y prevista la extensión de las líneas hasta Évora, Beja y Setúbal; el Parlamento votó, en el mismo día, la confirmación del contrato, siendo aprobado oficialmente en un decreto ley del 7 de agosto. El principal motivo para la reubicación de la estación inicial fue el hecho de que Barreiro, al contrario que Montijo, ofrecía un puerto natural, el Valle del Zebro, dejando, así, de ser necesario construir infraestructuras de protección para las embarcaciones, lo que sería bastante costoso; por otro lado, a partir de Barreiro se podía, en el futuro, hacer una conexión ferroviaria hasta Cacilhas. El concurso fue abierto el 26 de agosto, siendo las obras atribuidas a la compañía representada por Tomás de la Costa Ramos; el traspaso de la concesión de la construcción de este tramo ferroviario para la Compañía fue efectuado el 6 de diciembre de 1854, estipulando este contrato que el estado portugués pagaría a la compañía 7$880 por kilómetro construido, además del abastecimiento gratuito de maderas, exención de todos los impuestos, incluyendo aquellos sobre las máquinas, materiales importados y explotación.
El primer tramo del Ferrocarril del Sur, entre Barreiro y Bombel, fue inaugurado el 15 de junio de 1857, con una ancho de 1,44 metros. Inicialmente, el embarcadero se encontraba apartado de la estación de Barreiro, lo que generaba descontentos para los usuarios; más tarde, sería construida una nueva estación, más próxima al muelle. Además de esto, se generaban algunos conflictos entre el estado y la Compañía, debido a la exención de impuestos y al hecho de que esta transportase mercancías en composiciones normales, en vez de express, como estaba previsto.

### Conexión entre Bombel y Vendas Novas

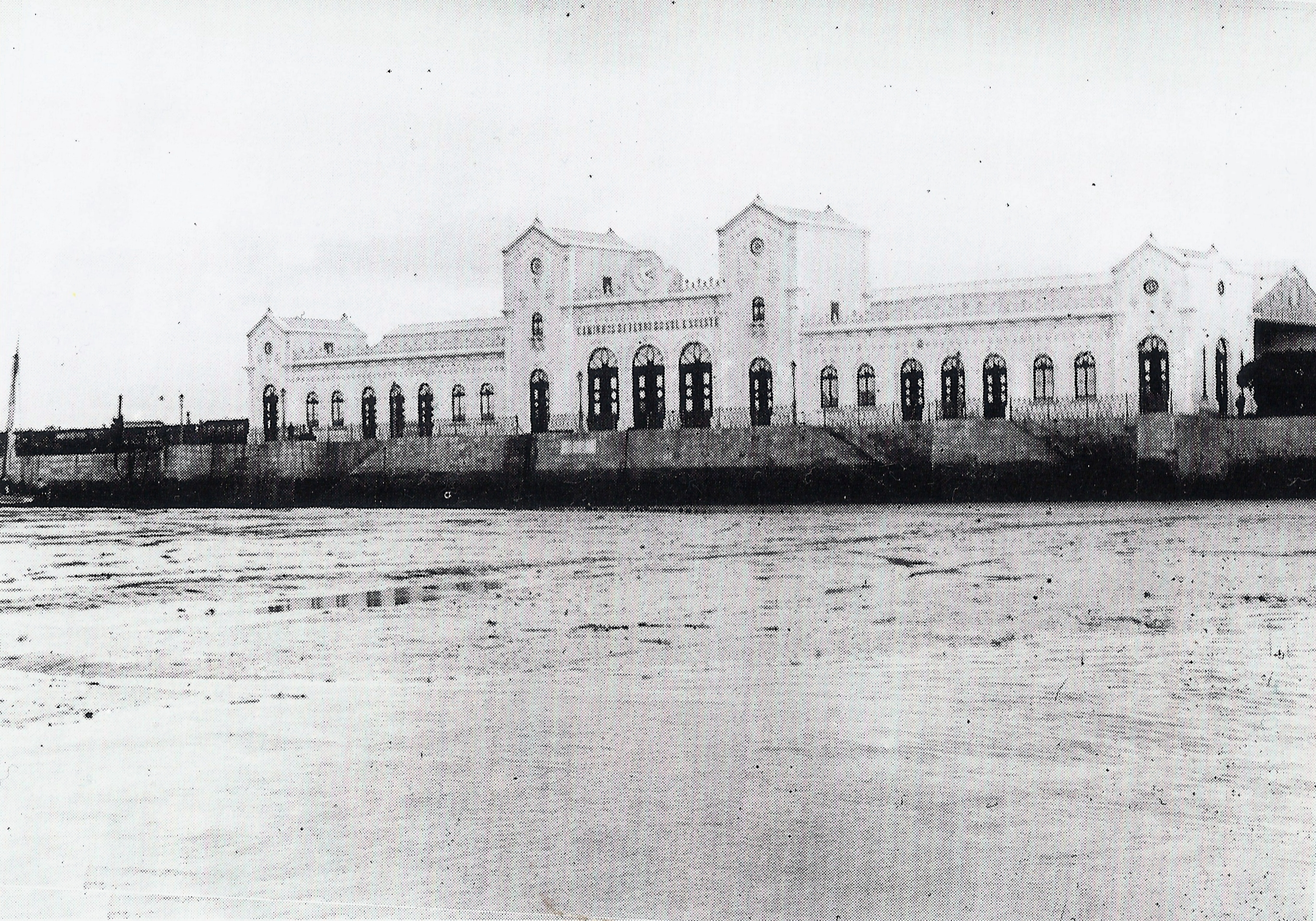
Segunda estación ferroviaria de Barreiro, cerrada en 2008.

En junio de 1858, el gobierno presentó, en el parlamento, una propuesta de ley, basada en las características técnicas de las líneas en construcción, hasta Setúbal y Vendas Novas, y que autorizaba la continuación de la línea desde esta última localidad, hasta Beja y Évora, pudiendo este proyecto hacerse por contrato subvencionado, o por administración directa. No obstante, esta propuesta generó una intensa controversia, siendo integrada, después de varias modificaciones, en una ley del 8 de julio de 1859; la principal alteración fue la de ancho utilizado, que pasó a 1,67 metros, idéntica a la utilizada en España en ese momento. El Consejo de Obras Públicas y Minas presentó al estado, el 16 de julio de 1859, un programa de concurso para estas dos líneas, y, el 29 de mayo del año siguiente, fue publicada un decreto ley, que estipulaba un contrato para la construcción de la conexión ferroviaria entre Vendas Novas, Beja y Évora, debiendo el enlace de las vías ser efectuado en Santiago do Escoural; el lugar de enlace fue, posteriormente, cambiado a Casa Branca, porque permitía una conexión más rápida entre Beja y Vendas Novas.
No obstante, el concurso respectivo no tuvo ningún solicitante, por lo que el estado contrató la construcción y explotación de estas líneas con el empresario John Valentine, que representaba a una sociedad, conocida como Compañía Inglesa, constituida por Charles Mangles, John Chapman, Robert Netman y George Towsend; la sociedad formó, para este proyecto, la Compañía de los Ferrocarriles del Sudeste. El contrato estipulaba que los tramos deberían ser construidos en vía única, pero deberían estar preparados para recibir vía doble, que sería implantada cuando las ganancias brutas fuesen superiores a 4$800 por kilómetro; el estado financiaría la construcción a través de una subvención kilométrica de 16.000$000, o, en todo caso, con una garantía de pago del 7%. La concesión duraría 99 años, pero el gobierno podía tomar su control al pasar 15 años. El gobierno concedió, igualmente, la exención de impuestos sobre los materiales de construcción durante la duración de las obras, y sobre el material circulante hasta dos años después las obras. Según el contrato establecido, la conexión entre las tres localidades tenía que estar concluida en 3 años después del inicio del contrato; en caso contrario, el estado asumiría la gestión de la Compañía y colocaría los bienes en la hacienda pública. La Compañía pidió, no obstante, el 18 de enero de 1860, que el plazo de 15 años para el rescate fuese duplicado; este pedido fue presentado en las Cámaras el 13 de febrero y aceptado por ley de 29 de mayo.
Entre tanto, la Compañía Nacional de los Ferrocarriles al Sur del Tajo terminó la construcción de las líneas hasta Vendas Novas y Setúbal el 23 de enero de 1861, haciendo uso de un ancho de vía de 1,44 metros; no obstante, y conforme a lo acordado con el gobierno, la Compañía del Sudeste ya había comenzado a construir la línea entre Vendas Novas, Beja y Évora, usando el ancho ibérico, lo que impedía la continuidad de las composiciones en ambos sentidos, por lo que los pasajeros y las mercancías tendrían forzosamente que hacer transbordo en esta plataforma.
Consciente de este problema, el gobierno presentó al Parlamento, el 5 de agosto, una propuesta para adquirir la Compañía al Sur del Tajo, de modo que abrió una nueva concesión para su gestión, y, así, poder convertir la vía en las líneas de esta empresa; este plan es aprobado, después de un debate, el 10 de septiembre de ese año, siendo la gestión de la empresa realizada por el gobierno hasta el 15 de mayo del año siguiente, cuando la Compañía de los Ferrocarriles de Sudeste adquirió su congénere del Sur del Tajo.

### Conexión a Beja y Évora

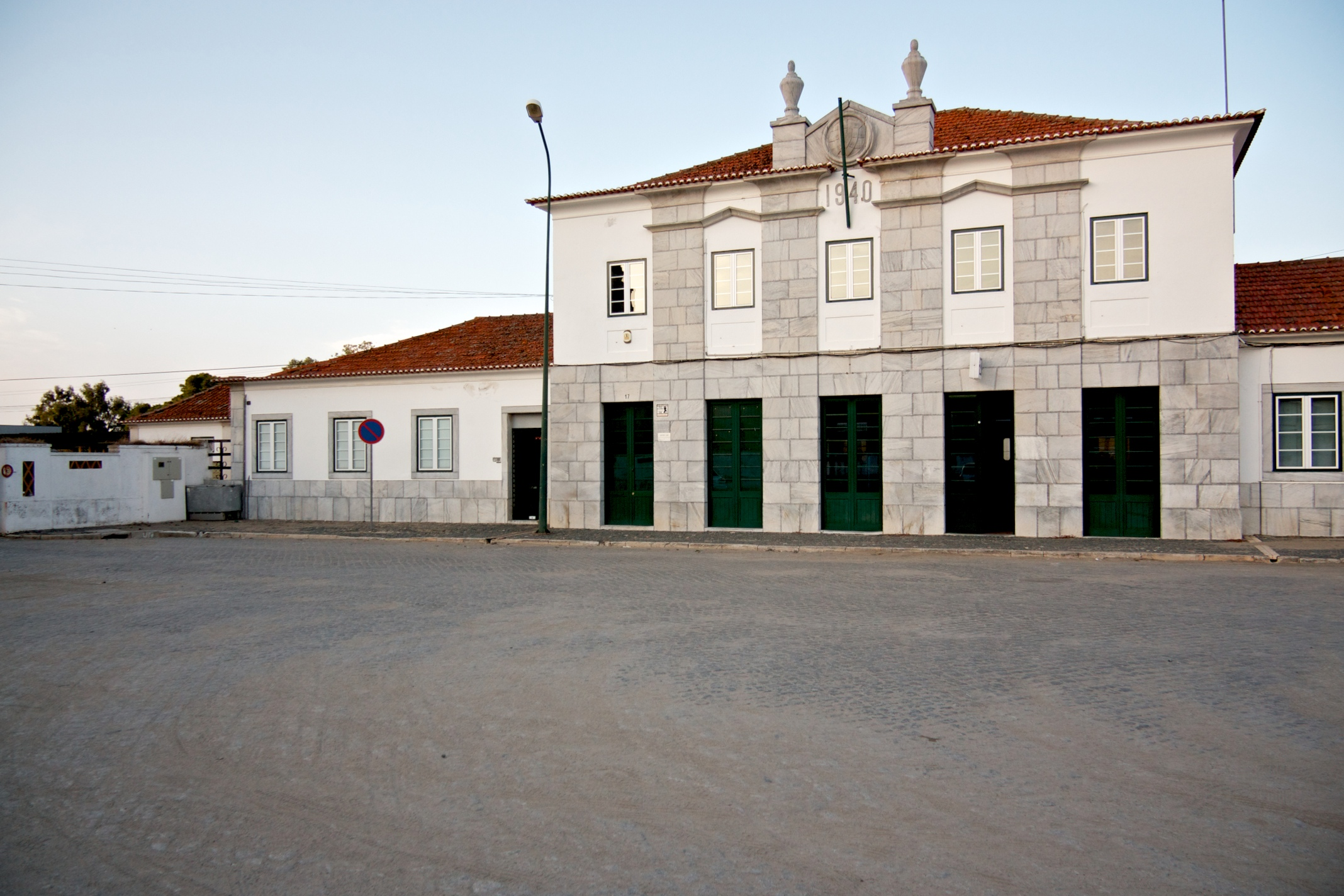
Estación de Beja, en 2011.

El ferrocarril llegó a Évora el 14 de septiembre de 1863, y la conexión a Beja fue establecida el 15 de febrero de 1864, pasando la línea entre Barreiro y esta ciudad a denominarse Caminho de Ferro de Beja; la explotación de este nuevo tramo conllevó a su constructora un elevado beneficio, y, además de esto, también fue utilizado en el transporte de materiales de Lisboa a España, para la construcción de un ferrocarril. Posteriormente, no obstante, este servicio pasó a ser asegurado por la Línea del Este, después de que esta estuviese concluida.
El 21 de abril de 1864, fue firmado un contrato provisional, traspasando el gobierno la gestión de las líneas y del material circulante de la antigua Compañía Nacional de Ferrocarriles al Sur del Tajo a la Compañía del Sudeste, por una suma de 1.008.000$000 reales. Este documento estipulaba que, en cuatro años, se debía uniformar los anchos de vía en los tramos entre Barreiro y Vendas Novas y en el Ramal de Setúbal, construir plataformas marítimas para pasajeros y mercancías en Lisboa y en Barreiro, además de las respectivas embarcaciones, y gestionar los servicios fluviales entre estas localidades, construir una línea que uniese Évora a la estación de Crato, en la Línea del Este, pasando por Estremoz, uniendo, así, por vía ferroviaria, el Norte y Sur del país, construir una línea de Beja hasta la frontera, en dirección a Sevilla, pasando por Quintos y Serpa; en 5 años, debería ser completada la conexión entre Beja y el litoral del Algarve, siendo estos proyectos financiados por una subvención kilométrica de 18.000$000. En dos años, la Compañía debía construir una estación en Pinhal Novo. El proyecto del tramo entre Évora y la Línea del Este, en especial, tenía una mayor prioridad, debido al elevado número de minas y a la reducida cantidad de carreteras en esta región, además de que esta conexión permitía un contacto directo con España y Francia. El contrato fue aprobado por las Cortes el 30 de abril, y oficializado por una ley del 23 de mayo, haciéndose efectivo el 11 de junio. Debido a la alteración de anchos, fue necesario modificar el material circulante que utilizaba el antiguo formato, que estaba compuesto por seis locomotoras, dieciocho vagones (siendo una el Salón Real), cuatro vagones cubiertos, un vagón para pólvora, dos vagones de frenos, dos vagones para caballos, y dos grupos de muebles.
La Compañía solicitó, posteriormente, que el sistema de subvención kilométrica fuese sustituido por la garantía de un mínimo kilométrico bruto, pagando, de esa forma, 1.008.000$000, o sea, el valor de las antiguas líneas de la Compañía al Sur del Tajo, y devolviendo 1.970.688$000 en subvenciones ya recibidas; la Compañía prescindiría, así mismo, del derecho de recibir las futuras subvenciones para la construcción de las líneas proyectadas. El estado acordó con estas condiciones, estableciendo una garantía, con la duración de 50 años, del producto bruto quilométrico de 3.000$000 o 3.600$000, a conceder inmediatamente, o después de que las líneas estuviesen construidas; el contrato fue ratificado el 14 de octubre de 1865 y propuesto por una ley del 7 de noviembre, siendo aprobado el 25 de enero del año siguiente.
No obstante, varios problemas hicieron que el producto kilométrico no pasase de los 1.600$000, y la Compañía no consiguió pagar la primera prestación hasta el 10 de mayo de 1866, por lo que el contrato fue anulado el 23 de mayo; apelando, entonces, al Tribunal Arbitral, según las condiciones del contrato, pero sin éxito, presentándose un decreto del 4 de abril de 1867 colocando en el haber público las líneas construidas, y que se encontraban en obras. No obstante, el concurso, realizado el 7 de octubre, no tuvo participantes, por lo que fue realizado un inventario de la Compañía, y el estado tomó posesión de las líneas, aunque la empresa continuase su explotación, conforme a lo estipulado por un decreto del 10 de marzo y una ordenanza del 24 de octubre de 1867.

### Tramo entre Beja y Faro

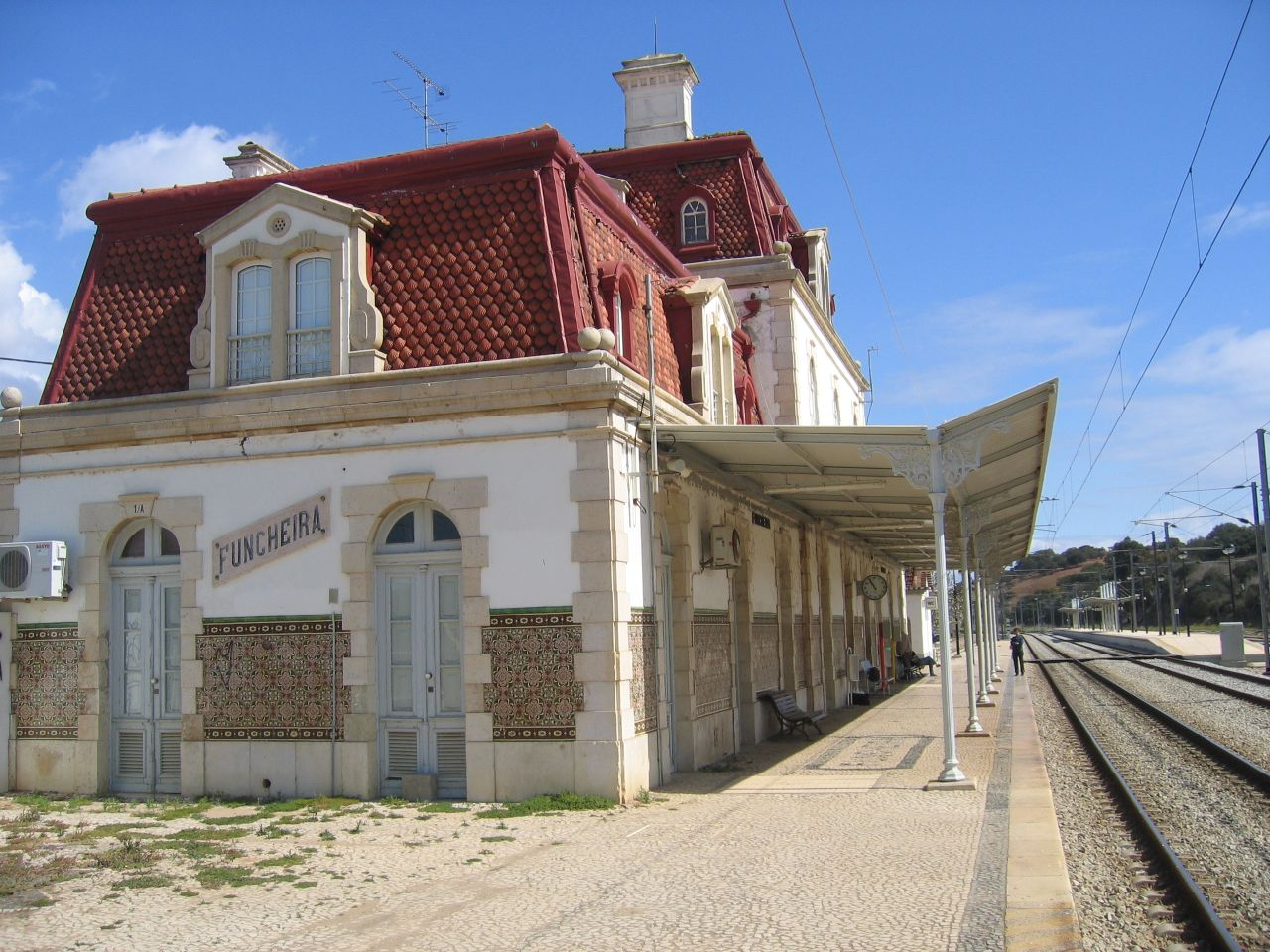
Estación de Funcheira.

En 1858, antes de ser construida la conexión hasta Beja, fue discutida la forma en que se debería efectuar la conexión entre esta localidad y Faro; siendo propuestos dos proyectos, un pasando por Mértola y Vila Real de Santo António, y el otro por São Martinho das Amoreiras, Santa Clara-a-Velha, Sabóia, Vale do bosque y São Bartolomeu de Messines. El primero evitaba un costoso paso por las sierras del Algarve, y transitaba más próximo de la Mina de São Domingos, y permitía una futura conexión a España; el trazado alternativo estaba más próximo de las minas de Neves-Corvo y de Aljustrel. La primera propuesta fue abandonada, debido a la oposición de España en relación con una conexión internacional, y por no pasar junto a la Mina de Aljustrel.
El 21 de abril de 1864, es firmado un contrato entre el estado y la Compañía de los Ferrocarriles del Sudeste y Sur del Tajo para la prolongación del Caminho de Ferro de Beja hasta el litoral del Algarve. Una propuesta de ley, con fecha del 25 de enero de 1866, estableció que el ferrocarril debería terminar en Faro, y que debería estar concluido el 1 de enero de 1869.
No obstante, la continuación del ferrocarril hasta el Algarve fue, inicialmente, puesto en duda, debido a la falta de entendimiento entre los delegados sobre el proyecto, y el hecho de que otras conexiones tenían más prioridad debido a su importancia, en especial las Líneas del Miño, Beira Alta y Duero. Asimismo, las obras continuaron, llegando el ferrocarril a Casével, en el ayuntamiento de Castro Verde, el 20 de diciembre de 1870. La estación de Casével era, antes de la continuación del ferrocarril al Algarve, utilizada por las poblaciones algarvias para los desplazamientos a Lisboa; El trayecto comprendía el uso del transporte de carretera hasta Vila Real de Santo António, seguido de la subida del Río Guadiana en barco, y una nueva conexión por tierra entre Mértola y Casével.
El 18 de septiembre de 1865, ocurrió un incidente entre Beja y Casével, cuando, debido a un sabotaje en la vía, una composición es obligada a parar de emergencia; los trabajadores saltaron de la composición, teniendo como resultado tres muertos y dos heridos graves.
No obstante, los varios concursos llevados a cabo, entre 1873 y 1883, no consiguieron atraer licitantes, debido a los sucesos anteriores, que reducían la confianza en el beneficio resultante de esta inversión, y a la relativa inexperiencia que existía en este tipo de proyectos en Portugal; fue por ello que la continuación de la línea acabaría siendo efectuada por el estado, lo que fue autorizado por una ley del 29 de marzo de 1883 y por un decreto del 17 de septiembre del mismo año.
El 1 de julio de 1875, es publicada una ordenanza, encargando al ingeniero Nuno Augusto de Brito Taborda, director del Ferrocarril del Sudeste, de elaborar el proyecto definitivo para el Ferrocarril del Algarve, y encargado el estado de construir esta conexión; entre finales de ese año y diciembre de 1876, los trabajos se retrasaron debido a lluvias intensas, y debido al hecho de que los trabajadores iban a trabajar en las cementeras. El concurso para este ferrocarril es abierto por el gobierno el 26 de enero de 1876; y, a finales de este año, la vía entre Faro y São Bartolomeu de Messines ya se encontraba asentada, faltando, tan solo, concluir la vía entre esta estación y Casével.
La línea entre Casével y Faro fue construida en varios tramos independentes, de forma que crease trabajo para los habitantes de las regiones, como forma de aliviar la crisis de ese periodo. El tramo entre Casével y Amoreiras-Odemira fue abierto a la explotación el 3 de junio de 1888, y, el 1 de julio de 1889, entró en servicio la línea entre las localidades de Amoreiras y Faro.

## sigloXX

### Consolidación de la red y modernización

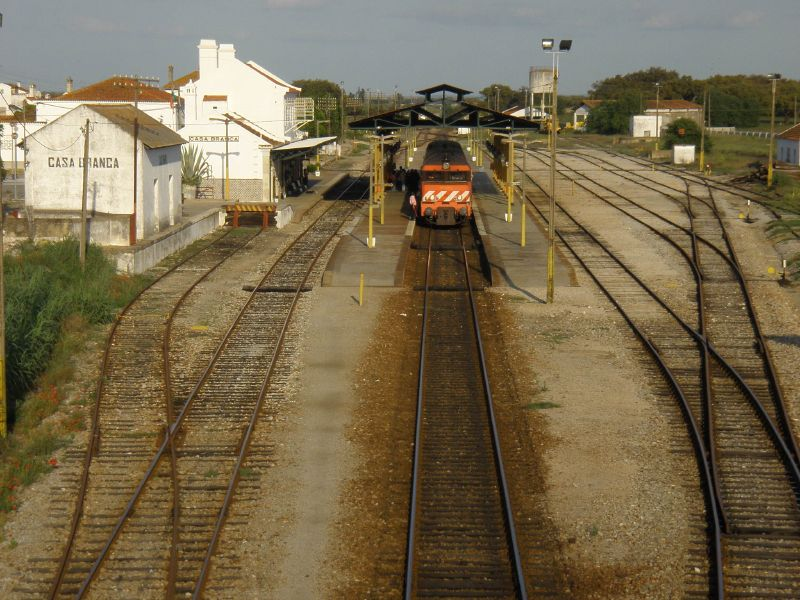
Estación de Casa Branca, antes de la modernización de 2010.

El Plan de la Rêde al Sur del Tajo, documento presentado el 15 de mayo de 1899 por una comisión técnica que analizaba las líneas ya concluidas y los tramos en construcción o en discusión, incluía el Ferrocarril del Sur, con el nombre de Línea de Cacilhas a Vila Real de Santo António; en 1902, este tramo ya era denominado como Línea del Sur, debido a su carácter meridional. En ese año, el aumento de tráfico en la red al Sur del Tajo incentivó a la compra de seis locomotoras del tipo Compound a la empresa alemana Borsig. La Dirección de Sur y Sudeste poseía, en aquel año, cuarenta y ocho locomotoras, que se subdividían en cinco subgrupos; el primero incluía sólo la locomotora D. Luiz, que servía para servicios especiales, el segundo grupo reunía seis máquinas de 1862 que eran muy utilizadas en el Ramal de Setúbal, el tercero agrupaba tres locomotoras ténder de 1865 destinadas a maniobras y servicios esporádicos de mercancías, el cuarto, dieciocho locomotoras adquiridas entre 1885 y 1895, y el quinto, veinte máquinas para composiciones de mercancías, compradas entre 1863 y 1902. El transporte de pasajeros en la Línea del Sur, en ese año, era asegurado por servicios rápidos y de bajo peso entre Setúbal y Barreiro, cuatro composiciones mixtas de pasajeros, mercancías y correo que unían Barreiro a Beja y Faro, y convoyes mixtos entre la capital Algarvia y Casa Branca. Los dos servicios entre Barreiro y Faro, de carácter nocturno, tenían una mayor importancia debido al hecho de que las mercancías transportadas a partir del Algarve eran casi todas destinadas a Barreiro, y de ahí a Lisboa.
En 1911, fueron introducidos los servicios de envíos postales, que serían retirados en 1972.
El 20 de junio de 1940, abrió a la explotación el tramo entre Barreiro-A y Lavradio.
El Decreto de ley 140/92, de 20 de junio de 1992, alteró profundamente la organización de las conexiones ferroviarias en el Sur de Portugal; de este modo se estableció que la Línea del Sur debería comenzar en el kilómetro 10,5 de la Línea de Cintura y terminar en Tunes, pasando por Pinhal Novo y Setúbal, y creó oficialmente la Línea de Alentejo, que comenzaría en la Estación del Barreiro, y tendría su término en Funcheira, pasando por Pinhal Novo y por Vendas Novas. El tramo entre Vila Real de Santo António y Lagos pasó a denominarse Línea del Algarve.

### 

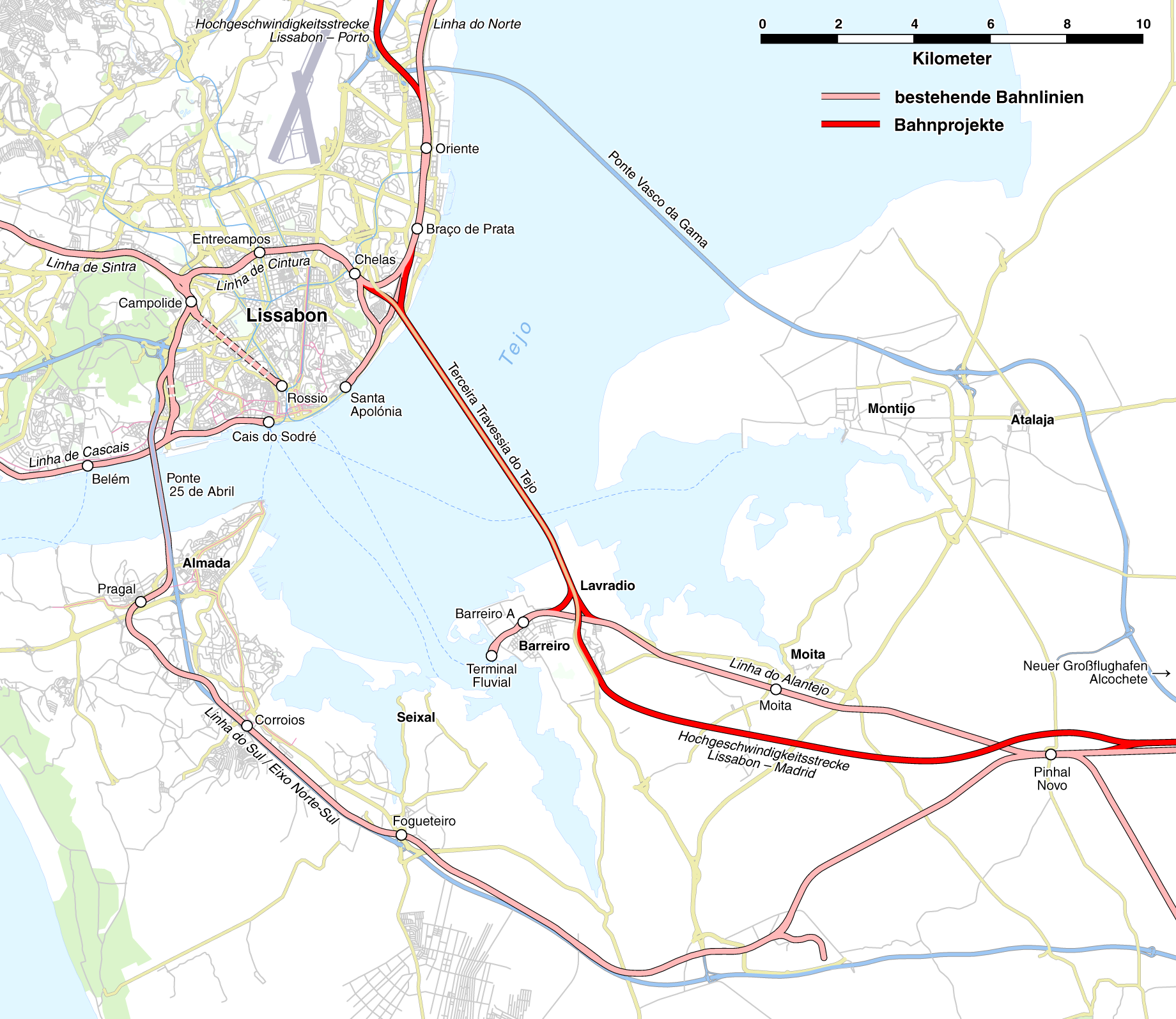
Alteraciones previstas con la entrada en funcionamiento de la Tercera Travesía del Tajo, en 2013.

### sigloXXI

#### Suspensión de la circulación ferroviaria
La circulación ferroviaria fue, a 10 de mayo de 2010, cerrada entre Beja y Lisboa, con el fin de efectuar obras de renovación, presentando en su lugar transportes alternativos; esta interrupción, que debía durar aproximadamente un año, estaba prevista que se iniciase el 3 de mayo, pero fue retrasada por orden del Instituto de la Movilidad y de los Transportes Terrestres, debido a la falta de información sobre alternativas de transporte por parte de la Red Ferroviaria Nacional, entidad responsable de la obra. Estas obras de renovación, que contemplaban la electrificación y renovación de las vías, construcción de pasos a distinto nivel y mejoras de estaciones, que serían llevadas a cabo en los tramos entre Bombel, Vidigal, Casa Branca y Évora, totalizando aproximadamente 32 kilómetros; el valor de esta inversión supera los 48 millones de euros. El objetivo de esta intervención era aumentar la competitividad de la Línea de Alentejo para el transporte de mercancías, segmento en el cual, como confirmó el secretario de Estado de los Transportes, Correia de la Fonseca, esta conexión tenía una importancia estratégica.
Esta intervención fue criticada por el Ejecutivo de la Dirección Regional del Alentejo del Partido Comunista Portugués, que denunció la forma en que la Red Ferroviaria Nacional y el operador Comboios de Portugal condujeron el proceso, y consideró cuestionable el hecho de que esta medida fuese necesaria para las obras de modernización. Por otro lado, los pasajeros se mostraron descontentos con los servicios alternativos, asegurados por autobuses, criticando los horarios y el confort; estos se reflejó en una caída en el número de usuarios.
La suspensión de la circulación de los servicios Regionales entre Beja y Évora estaba prevista para el 14 de junio del mismo año, pero, debido a la presión de los dirigentes locales, la operadora Comboios de Portugal decidió mantener los servicios entre Beja y Casa Branca. En octubre, la empresa garantizó, en una reunión con varios dirigentes, que los servicios Intercidades entre Lisboa y Beja iban a regresar al servicio en mayo de 2011, con dos paradas, en Alcáçovas y Alvito. En ese mes, una automotor colisionó con un vehículo pesado de mercancías en una paso a nivel, junto a la localidad de São Matias, provocando tres heridos leves.
En enero de 2011, se efectuó una recogida de firmas en el centro de Beja, para reivindicar la continuidad de la conexión ferroviaria directa entre aquella ciudad y Lisboa, la electrificación de la línea hasta Casa Branca, y al mantenimiento de las conexiones con el Algarve, por Funcheira. El 26 del mismo mes, tres individuos simularon un asalto en la Estación de Beja, para protestar contra el fin de la conexión directa a Lisboa, en una acción promovida por la Asociación de Defensa del Patrimonio de Beja. En el ámbito de esta situación, fue realizada una sesión extraordinária de la Asamblea Municipal, y el diputado Luís Rodrigues, del Partido Social Demócrata, afirmó que cuestionaría al gobierno sobre la remodelación y electrificación del tramo hasta Beja, después de que la Red Ferroviaria Nacional hubiese declarado que no tenía prevista esa intervención, y recordó que este proyecto había sido confirmado por responsables del Partido Socialista.
A comienzos de febrero, se preveía para el 15 del mismo mes, la entrega de una petición al Presidente de la Asamblea de la República, para requerir la modernización del tramo hasta Beja de la Línea de Alentejo, y la continuación de los convoyes directos entre esta localidad y Lisboa.
Las obras de modernización en el tramo entre Bombel y Évora, que debían ser concluidas en mayo, fueron retrasadas por el mal tiempo que se hizo sentir desde el mes de octubre de 2010, y que duró varios meses. Así, hasta el 24 de julio no se volvieron a operar los convoyes directos entre Lisboa y Beja, después de cerca de 2 años de interrupción.
El proyecto de la Tercera Travesía del Tajo, una infraestructura planeada que uniría los márgenes Sur y Norte del Río Tajo por vía ferroviaria, incluyendo la conexión ferroviaria de Alta Velocidad Lisboa - Madrid, y que implicaba varios cambios físicos en la Línea de Alentejo, de forma que permitiese su unión directa con la Línea de Alta Velocidad.

#### Supresión de los servicios regionales
La operadora Comboios de Portugal canceló todos los servicios regionales entre Beja y Funcheira el 1 de enero de 2012, debido a la reducida ganancia económica en este tramo, motivada por la baja demanda.